# Les Virginiens
Les Virginiens (titre original : The Virginians: A Tale of the Last Century) (1857-59) est un roman historique de William Makepeace Thackeray qui constitue la suite de l'Histoire de Henry Esmond et est également lié de manière plus éloignée à Pendennis.

## Résumé
Le livre raconte l’histoire des deux petits-fils de Henry Esmond, George et Henry Warrington.  La liaison romantique de Henry avec une femme plus âgée l’amène à prendre une charge d’officier dans l’armée britannique et à combattre sous les ordres du général Wolfe à la bataille des plaines d'Abraham. Lorsqu’éclate la guerre d'indépendance des États-Unis, il se rallie aux révolutionnaires.  George, qui est également officier britannique décide alors de démissionner de sa charge plutôt que de prendre les armes contre son frère.